# Isabel (Bíblia)
Isabel (em hebraico: אלישבע; romaniz.:  Elišévaʿ, lit. "Meu Deus jurou"; tiberiano: ʾĔlîšéḇaʿ; em grego: Ἐλισάβετ; romaniz.: Elisabet, Latim: Elisabeth) era a mãe de João Batista e esposa do sacerdote Zacarias. Isabel era levita, e segundo o Evangelho de Lucas, ela já tinha passado da idade fértil normal quando concebeu e deu à luz a João.

## Narrativa bíblica
De acordo com o texto do Evangelho, Zacarias e Isabel eram pessoas consideradas justas diante de Deus, "vivendo irrepreensivelmente em todos os mandamentos e preceitos do Senhor". Porém, não tinham filhos porque Isabel era estéril.
Tendo o casal já uma idade avançada, o anjo Gabriel apareceu a Zacarias quando este se encontrava no templo oferecendo incenso, tendo anunciado que Isabel iria ter um filho que se chamaria João.
Isabel então concebeu, tendo então se ocultado das vistas das pessoas pelo lapso de cinco meses.
No sexto mês de gestação de Isabel, sua prima Maria também recebeu uma promessa através do anjo Gabriel e concebeu do Espírito Santo e, quando esperava Jesus em seu ventre, foi visitá-la nas montanhas da Judeia.
Segundo Lucas, no momento em que Maria entrou na casa de Zacarias, ao saudar sua prima, João Batista teria pulado em seu ventre e ela ficou cheia do Espírito Santo.
Quando a criança nasceu e foi circuncidada ao oitavo dia, segundo a tradição judaica, as pessoas desejavam que o menino recebesse o nome do pai. Isabel responde que o nome do filho seria João. Zacarias então confirma as palavras de Isabel escrevendo o seu nome em uma tábua, conforme o anjo havia lhe determinado.
A partir de então, a Bíblia nada mais fala a respeito da vida de Zacarias e de Isabel, tendo Lucas limitado a dizer que João Batista "crescia, e se robustecia em espírito, e esteve nos desertos até o dia em que havia de mostrar-se a Israel" (Lc 1:80).
Contudo, a tradição do catolicismo diz que Zacarias e Isabel teriam acompanhado a educação do filho, mudando-se para o deserto e fazendo da criança um nazireu, vindo Isabel a falecer em 22 d.C. e sendo sepultada em Hebrom, quando João teria entre 28 a 29 anos de idade.

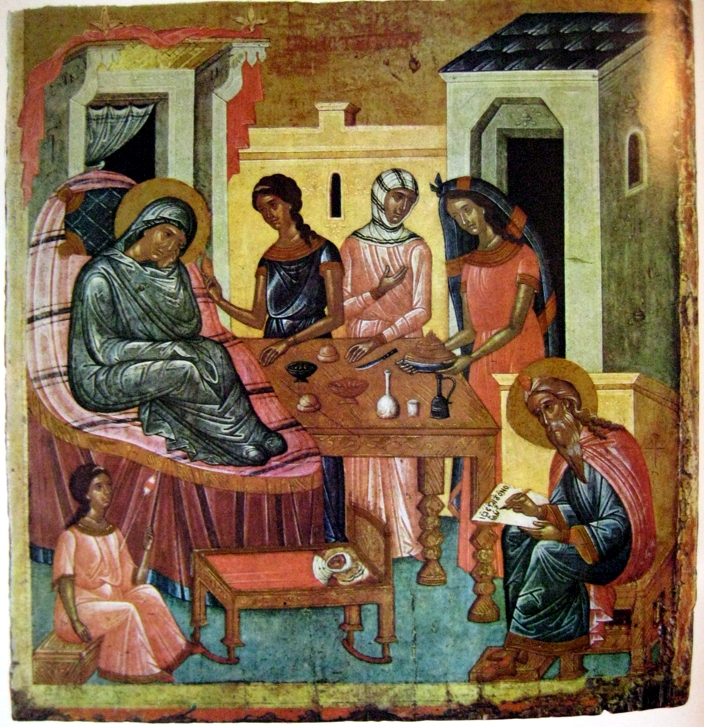
Descrição do século 15 da Natividade de São João Batista, com Isabel à esquerda.

## No Islamismo

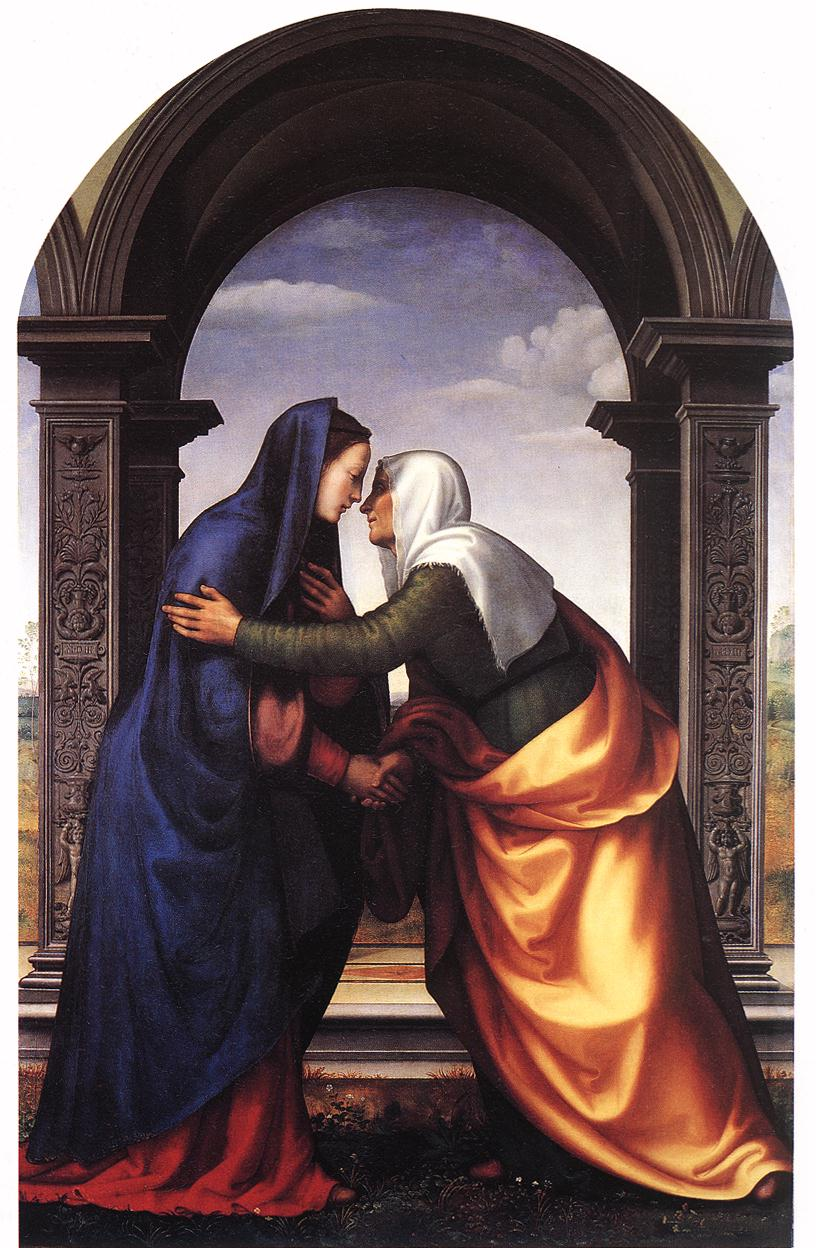
Imaginação de Mariotto Albertinelli de Isabel (à direita), aqui retratada com Maria.

Isabel, a esposa de Zacarias, mãe de João Batista e prima de Maria, é uma mulher honrada no Islã. Apesar de Zacarias ser frequentemente mencionado pelo nome no Alcorão, Isabel, embora não mencionada pelo nome, é reverenciada. A tradição islâmica, como no Cristianismo, lhe dá o nome. Ela é reverenciada pelos muçulmanos como uma pessoa sábia e piedosa e acreditando que, como sua prima Maria, foi exaltada por Deus a uma alta posição. Ela vivia na casa de Amram, e é dito ter sido uma descendente do profeta e sacerdote Aarão.
Zacarias e sua esposa eram ambos devotos e firmes em seus deveres. Eles foram, no entanto, ambos muito velhos e não tinham filho. Portanto, Zacarias freqüentemente orava a Deus por um filho. Este não era apenas desejo paternal de ter um filho mas também porque o grande Rasul queria alguém para realizar os serviços do templo de oração e de continuar a pregação da mensagem do Senhor após sua morte.
Deus curou a esterilidade de Isabel e Zacarias concedeu um filho, Yahya (João Batista), que se tornou um profeta. Assim, Deus concedeu o desejo do casal por causa de sua fé, confiança e amor por Deus. No Alcorão, Deus fala de Zacarias, sua esposa e João e os descreve como sendo os três humildes servos do Senhor:
Então Ouvimos-lhe: Nós e concedeu-lhe João: Nós curamos sua mulher (de esterilidade) para ele. Esses (três) foram sempre rápidas na emulação de boas obras, pois eles costumavam chamar para nós com amor e reverência, e se humilham diante de nós.
Um-Qur ', capítulo 21 (Profetas), versículo 90